# Starke Schule
Starke Schule. Deutschlands beste Schulen, die zur Ausbildungsreife führen (bis 2007 Hauptschulpreis) ist ein Schulwettbewerb in Deutschland mit länderübergreifendem Netzwerk. Alle allgemein bildenden Schulformen der Sekundarstufe I, die zur Ausbildungsreife führen, können teilnehmen. Das Programm wird von der Gemeinnützigen Hertie-Stiftung, der Bundesagentur für Arbeit, der Bundesvereinigung der Deutschen Arbeitgeberverbände und der Deutsche Bank Stiftung durchgeführt.

## Wettbewerb
Alle zwei Jahre wird der Wettbewerb ausgeschrieben. Der nächste Bewerbungszeitraum startet am 9. März und endet am 4. Mai 2016. Teilnehmen können alle allgemeinbildenden Schulformen der Sekundarstufe I, die zur Ausbildungsreife führen. Neben Haupt- und Realschulen sind das auch (teil-)integrierte Schulformen (Gesamtschulen, Mittelschulen, Oberschulen, Sekundarschulen etc.) sowie Förderschulen. Die Schulen können sich online bewerben. Im Mittelpunkt stehen das Schulkonzept, die Angebote zur Berufsorientierung, die Förderung der Ausbildungsreife sowie der Fokus auf die Anschlussperspektive der Schüler. Dabei wird über fachliche Kompetenzen hinaus auch die schulische Förderung von methodischen, personalen und sozialen Kompetenzen in den Blick genommen sowie die spezifischen Rahmenbedingungen, unter denen die Schulen arbeiten.
Eine unabhängige Wettbewerbs-Jury mit Vertretern der Partner und weiteren Experten aus Bildung, Wirtschaft und Wissenschaft bewertet die eingereichten Bewerbungen und besucht eine große Anzahl von Schulen vor Ort. Die Jury nimmt das gesamte Schulkonzept in den Blick und berücksichtigt dabei die jeweiligen Rahmenbedingungen der einzelnen Schule. Zunächst bestimmt sie die besten Schulen pro Bundesland. Die Sieger erhalten 5.000 Euro (1. Preis), 3.500 Euro (2. Preis) bzw. 2.000 Euro (3. Preis). Aus dem Kreis der 16 erstplatzierten Landessieger werden die Bundessieger ermittelt. Sie erhalten 15.000 Euro (1. Preis), 10.000 Euro (2. Preis) bzw. 5.000 Euro (3. Preis) und werden in einer Festveranstaltung vom Bundespräsidenten ausgezeichnet.
Zusätzlich wird ein Förderpreis "Flüchtlinge willkommen heißen" in Höhe von 3.000 Euro vergeben. 2016/2017 wird der Wettbewerb zum zehnten Mal ausgeschrieben.

## Netzwerk
Alle Schulen, die im Rahmen des Wettbewerbs eine Auszeichnung erhalten, gehören für vier Jahre zum Netzwerk von "Starke Schule". Das Netzwerk ist ein Lernort zur Unterrichts-, Organisations- und Personalentwicklung, in dem momentan rund 200 Siegerschulen aus allen 16 Bundesländern von- und miteinander lernen. Innerhalb des Netzwerks können die Lehrkräfte an akkreditierten Fortbildungen und Konferenzen teilnehmen, sich bundesweit austauschen und eine finanzielle Unterstützung für innovative Projekte erhalten. Das Netzwerk umfasst Angebote wie Netzkonferenzen, Fortbildungen zu Unterrichtsmaterialien, Werkstattgespräche zu aktuellen Schulthemen wie z. B. Inklusion und "Kommunikationsort Schule", Fortbildungen an Landes- und Bundessiegerschulen und die finanzielle "Innovationsförderung für Schulen".

## Preisträger
Die Bundessieger werden von einer speziellen Jury aus den 16 Landessiegern der Bundesländer ausgewählt.

### 2017
1. Bundespreis: Ganztagsschule „Johannes Gutenberg“, Wolmirstedt
2. Bundespreis: Kooperative Gesamtschule Schneverdingen[3], Schneverdingen
3. Bundespreis: Gesamtschule Waltrop, Waltrop

### 2015
1. Bundespreis: Gesamtschule Nohfelden-Türkismühle[4], Nohfelden
2. Bundespreis: Pfingstbergschule[5], Mannheim
3. Bundespreis: Städtische Gesamtschule Nettetal[6], Nettetal

### 2013
1. Bundespreis: Mittelschule an der Wiesentfelser Straße, München
2. Bundespreis: Lobdeburgschule[7], Jena
3. Bundespreis: Johann-Amos-Comenius-Schule[8], Kassel

### 2011
1. Bundespreis: GTHS Hakemickeschule[9], Olpe
2. Bundespreis: Grund- und Werkrealschule in der Taus[10], Backnang
3. Bundespreis: Erich Kästner Realschule plus[11], Ransbach-Baumbach

### 2009
1. Bundespreis: Kooperative Gesamtschule Neustadt am Rübenberge, Neustadt am Rübenberge
2. Bundespreis: Hauptschule Coerde[12], Münster
3. Bundespreis: Fritz-Walter-Schule[13], Kaiserslautern